# Lockyer-Insel

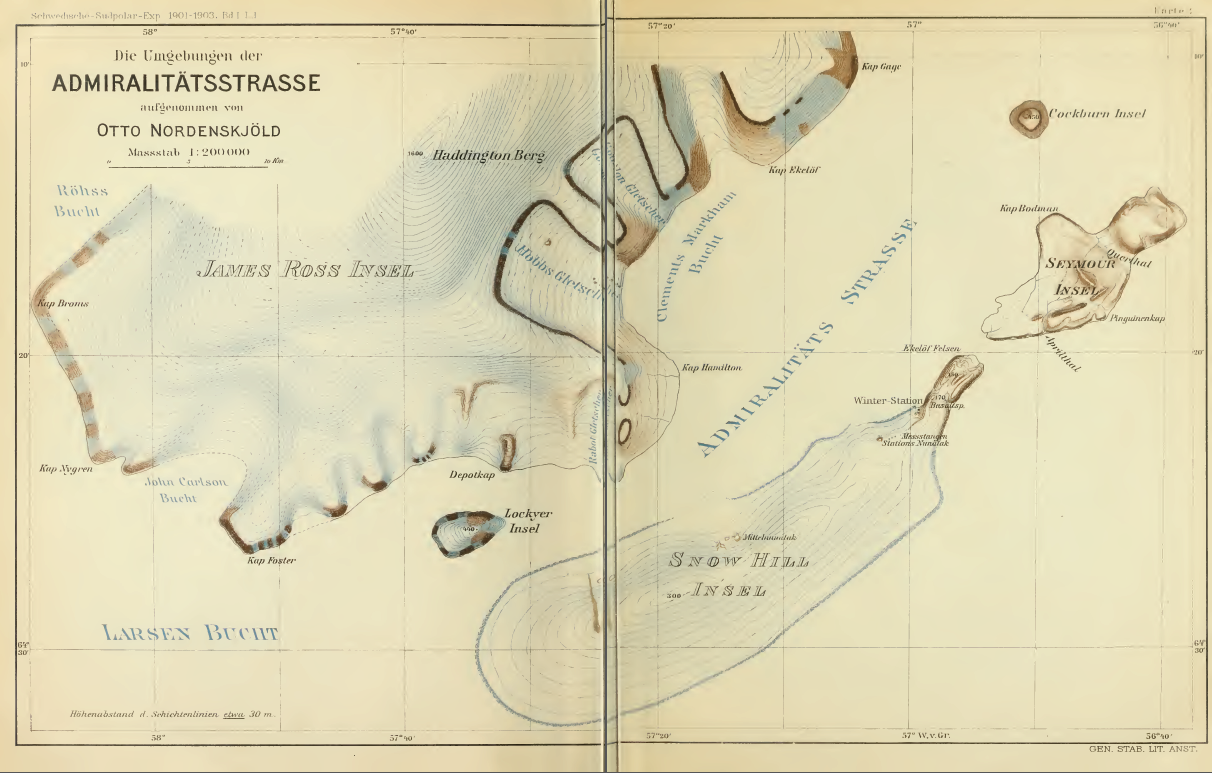
Karte der schwedischen Antarktisexpedition

Die Lockyer-Insel (englisch Lockyer Island, spanisch Isla Lockyer) ist eine felsige, stark vergletscherte Insel im Weddell-Meer. Sie liegt etwa 55 km östlich der Antarktischen Halbinsel.

## Geografie
Die Insel liegt am südwestlichen Ausgang der Admiralitätsstraße. Sie ist von der Snow-Hill-Insel im Osten 5 km und vom Jefford Point auf der nördlich gelegenen James-Ross-Insel etwa 5,5 km entfernt. Die Lockyer-Insel ist von Nordost nach Südwest bei einer Breite von 3,5 km etwa 5,5 km lang. Die etwa 450 m hohe Insel fällt nach allen Seiten steil ab. Der niedrigere südwestliche Teil trägt eine Eiskappe, von der aus sich mehrere breite Gletscher bis zur Küste erstrecken.

## Geschichte
James Clark Ross entdeckte die Insel am 7. Januar 1843 aus weiter Ferne und hielt sie für ein Kap eines größeren Landes. Auf Wunsch seines Offiziers Francis Crozier nannte er es nach dessen Freund Nicholas Lockyer (1782–1847) Cape Lockyer. Erst Otto Nordenskjöld erkannte 1902 während der schwedischen Antarktisexpedition, dass es sich um eine Insel handelt. Die Expedition hatte ihr Winterquartier auf der nahen Snow-Hill-Insel bezogen.